# عين العبد
عين العبد هي إحدى القرى المحتلة والمدمرة التابعة لمركز الخشنية التابع لمحافظة القنيطرة في هضبة الجولان بجنوب غرب سوريا.
مزرعة في الجولان، تتبع قرية النعيمية (كودنة)، ناحية الخشنية، منطقة مركز ومحافظة القنيطرة، (128 ن - 740 م). تقع في أرض بركانية وعرة عند الطرف الغربي لوادي الرقاد جنوب شرق تل الأحمر الشرقي، يخترقها مسيل عين العبد إلى الجنوب الشرقي من قرية النعيمية بمسافة (4) كم. يزرع سكانها الحبوب بعلاً، ويربون الأغنام ويشربون من مياه الينابيع.